# Taifa Córdoba
Taifa Córdoba (arabsky طائفة قرطبة) byla jedním z mnoha muslimských taifských států v al-Andalusu neboli muslimském Španělsku. Vznikl po rozpadu Córdobského chalífátu v roce 1031, tedy přímo po sesazení posledního umajjovského chalífy a nástupem nové vlády v Córdobě, která nastolila republiku a pozice emíra se chopila dynastie Banú Jawhar. Kulturně a etnicky byla taifa Córdoba arabským státem. Blízká spolupráce Córdoby se Sevillou vyvolala nepřátelství Toleda, které vyslalo proti taifské republice vojsko a oblehlo i hlavní město Córdobu. Sevillský emír Mutamid sice pomohl Córdobě porazit toledská vojska a zmařit obléhání, ale sám se nakonec v roce 1070 Córdoby zmocnil a jejího vládce emíra Abd Al-Málika po dočasném uvěznění poslal do vyhnanství na ostrov Saltés. Poté Sevilla ještě na krátký čas ztratila kontrolu nad Córdobou. Existence tohoto státního útvaru končí až společně s taifou Sevilla, příčinou je nástup Almorávidů, kdy jsou taifští vládci svrženi a Andalusie je sjednocena pod almorávidskou vládu.